# Brignais
Brignais és un municipi francès situat al departament del Roine i a la regió d'Alvèrnia-Roine-Alps. L'any 2007 tenia 11.612 habitants.

## Demografia

### Població
El 2007 la població de fet de Brignais era d'11.612 persones. Hi havia 4.337 famílies de les quals 1.042 eren unipersonals (414 homes vivint sols i 628 dones vivint soles), 1.280 parelles sense fills, 1.663 parelles amb fills i 352 famílies monoparentals amb fills.
La població ha evolucionat segons el següent gràfic:
Habitants censats

### Habitatges
El 2007 hi havia 4.593 habitatges, 4.417 eren l'habitatge principal de la família, 53 eren segones residències i 123 estaven desocupats. 2.420 eren cases i 2.082 eren apartaments. Dels 4.417 habitatges principals, 2.685 estaven ocupats pels seus propietaris, 1.657 estaven llogats i ocupats pels llogaters i 75 estaven cedits a títol gratuït; 134 tenien una cambra, 439 en tenien dues, 887 en tenien tres, 1.203 en tenien quatre i 1.753 en tenien cinc o més. 3.632 habitatges disposaven pel capbaix d'una plaça de pàrquing. A 1.936 habitatges hi havia un automòbil i a 1.998 n'hi havia dos o més.

### Piràmide de població
La piràmide de població per edats i sexe el 2009 era:
| Homes | Edats   | Dones |
| ----- | ------- | ----- |
| 0     | 95 o +  | 16    |
| 16    | 90 a 94 | 13    |
| 24    | 85 a 89 | 88    |
| 48    | 80 a 84 | 66    |
| 95    | 75 a 79 | 190   |
| 118   | 70 a 74 | 153   |
| 206   | 65 a 69 | 199   |
| 252   | 60 a 64 | 234   |
| 333   | 55 a 59 | 335   |
| 437   | 50 a 54 | 404   |
| 412   | 45 a 49 | 403   |
| 393   | 40 a 44 | 467   |
| 388   | 35 a 39 | 373   |
| 367   | 30 a 34 | 502   |
| 380   | 25 a 29 | 371   |
| 376   | 20 a 24 | 317   |
| 477   | 15 a 19 | 421   |
| 408   | 10 a 14 | 434   |
| 412   | 5 a 9   | 502   |
| 385   | 0 a 4   | 290   |

## Economia
El 2007 la població en edat de treballar era de 7.564 persones, 5.426 eren actives i 2.138 eren inactives. De les 5.426 persones actives 4.973 estaven ocupades (2.611 homes i 2.362 dones) i 453 estaven aturades (214 homes i 239 dones). De les 2.138 persones inactives 715 estaven jubilades, 809 estaven estudiant i 614 estaven classificades com a «altres inactius».

### Ingressos
El 2009 a Brignais hi havia 4.447 unitats fiscals que integraven 11.583 persones, la mediana anual d'ingressos fiscals per persona era de 21.469 €.

### Activitats econòmiques
Dels 951 establiments que hi havia el 2007, 12 eren d'empreses extractives, 15 d'empreses alimentàries, 17 d'empreses de fabricació de material elèctric, 2 d'empreses de fabricació d'elements pel transport, 61 d'empreses de fabricació d'altres productes industrials, 144 d'empreses de construcció, 219 d'empreses de comerç i reparació d'automòbils, 32 d'empreses de transport, 27 d'empreses d'hostatgeria i restauració, 18 d'empreses d'informació i comunicació, 55 d'empreses financeres, 38 d'empreses immobiliàries, 166 d'empreses de serveis, 95 d'entitats de l'administració pública i 50 d'empreses classificades com a «altres activitats de serveis».
Dels 203 establiments de servei als particulars que hi havia el 2009, 1 era una gendarmeria, 1 oficina de correu, 11 oficines bancàries, 18 tallers de reparació d'automòbils i de material agrícola, 2 tallers d'inspecció tècnica de vehicles, 3 establiments de lloguer de cotxes, 2 autoescoles, 12 paletes, 18 guixaires pintors, 19 fusteries, 29 lampisteries, 17 electricistes, 4 empreses de construcció, 14 perruqueries, 4 veterinaris, 3 agències de treball temporal, 19 restaurants, 13 agències immobiliàries, 5 tintoreries i 8 salons de bellesa.
Dels 47 establiments comercials que hi havia el 2009, 1 era un supermercat, 1 una botiga de més de 120 m², 7 fleques, 4 carnisseries, 2 llibreries, 5 botigues de roba, 5 botigues d'equipament de la llar, 3 sabateries, 3 botigues d'electrodomèstics, 3 botigues de mobles, 2 botigues de material esportiu, 6 drogueries, 1 una perfumeria, 1 una joieria i 3 floristeries.
L'any 2000 a Brignais hi havia 15 explotacions agrícoles que ocupaven un total de 132 hectàrees.

## Equipaments sanitaris i escolars
El 2009 hi havia 4 farmàcies i 2 ambulàncies.
El 2009 hi havia 2 escoles maternals i 4 escoles elementals. A Brignais hi havia 1 col·legi d'educació secundària i 1 liceu tecnològic. Als col·legis d'educació secundària hi havia 399 alumnes i als liceus tecnològics 182.

## Poblacions més properes
El següent diagrama mostra les poblacions més properes.